# Jaime Guasp
Jaime Guasp Delgado (Vigo, 26 de julio de 1913-Fuenterrabía, 30 de julio de 1986) fue un jurista español destacado en el ámbito del Derecho procesal. 

## Trayectoria
Estudió Derecho en la Universidad de Madrid. Trabajó como letrado del Consejo de Estado y tras la Guerra Civil Española obtuvo la plaza de catedrático de Derecho procesal en la Universidad de Barcelona y posteriormente en la de Madrid.
Siendo ministro de Educación Joaquín Ruiz-Giménez, fue nombrado decano de la facultad de Derecho de la Universidad de Madrid. Realizó el prólogo a las nociones de derecho procesal realizadas por el también maestro jurista y procesalista colombiano Hernando Devis Echandía, presidente y miembro fundador del Instituto Colombiano de Derecho Procesal.

## Obras
- Comentarios a la Ley de Enjuiciamiento Civil
- Derecho Procesal Civil